# Ljubljana Jože Pučniks flygplats
Ljubljana Jože Pučniks flygplats (IATA: LJU, ICAO: LJLJ) (slovenska: Letališče Jožeta Pučnika Ljubljana) är en internationell flygplats som betjänar Ljubljana, Slovenien. Flygplatsen är belägen nära byn Zgornji Brnik, 24 km nordväst om Ljubljana. Den är ett flygnav för det slovenska flygbolaget Adria Airways.